# Sigmund Romberg
Sigmund Romberg, ou Zsigmond Romberg (Nagykanizsa, 29 de julho de 1887 — Nova Iorque, 9 de novembro de 1951) foi um compositor americano de operetas.
Romberg nasceu de uma família judia em Nagykanizsa, durante o Império Austro-Húngaro. Foi para Viena estudar engenharia, mas teve aulas composição. Mudou-se para os Estados Unidos em 1909 e, foi contratado como pianista em cafés. Posteriormente, fundou sua própria orquestra e publica algumas canções, que, apesar do seu limitado sucesso, chegou ao conhecimento dos irmãos Shubert, que em 1914 o contratou para escrever música para o seu teatro Broadway. Naquele ano, escreveu o seu primeiro sucesso, The Whirl of the World.